# Muhammed Şengezer
Muhammed Şengezer (sinh 5 tháng 1 năm 1997) là một cầu thủ bóng đá Thổ Nhĩ Kỳ thi đấu ở vị trí thủ môn cho câu lạc bộ Thổ Nhĩ Kỳ Bursaspor ở Süper Lig.

## Sự nghiệp chuyên nghiệp
Muhammed là sản phẩm của lò đào tạo trẻ Bursaspor, và được cho mượn đến Yeşil Bursa A.Ş. ở TFF Second League, nơi mà anh được thi đấu ở đội một lúc 18 tuổi. Muhammed ra mắt chuyên nghiệp cho Bursaspor trong trận thắng 2-1 ở Süper Lig trước Kardemir Karabükspor ngày 26 tháng 11 năm 2017.